# Mycosphaerella minor
Mycosphaerella minor är en svampart som först beskrevs av Petter Adolf Karsten, och fick sitt nu gällande namn av Carl Johan Johanson 1884. Mycosphaerella minor ingår i släktet Mycosphaerella och familjen Mycosphaerellaceae.  Arten är reproducerande i Sverige. Inga underarter finns listade i Catalogue of Life.